# Сидоренко, Николай Семёнович
Николай Семёнович Сидоренко (23 февраля 1923, Приморский край — 3 апреля 1996, Челябинск) — советский тренер по хоккею с шайбой. Заслуженный тренер РСФСР.

## Биография
Окончил Высшую школу тренеров в Ленинграде (1951). Один сезон отыграл в челябинском «Дзержинце» (1952/53). После окончания ВШТ работал преподавателем кафедры физвоспитания ЧИМЭСХ. На базе института собрал студенческую команду «Наука», позднее переименованную в «Буревестник». С 1951 по 1976 годы старший тренер и начальник команды. Первые сезоны выступал с командой в качестве играющего тренера. Вывел клуб в высшую лигу чемпионата СССР, заняв с командой 14 место по итогам дебютного сезона (1957). Участвовал с челябинцами в международных матчах против сборной ГДР. В 1962 старший тренер «Трактора» — главной команды города. Возглавлял тренерский совет областной федерации хоккея.
Внёс большой вклад в развитие студенческого спорта города. Его усилиями была введена специализация по хоккею для студентов, проводились первенства среди курсовых команд институтов Челябинска.
Со студентами ЧИМЭСХ участвовал в строительстве стадиона студенческой команды и заливках хоккейного корта.

## Достижения (тренер)
- Чемпион РСФСР по хоккею (1956).
- Победитель студенческих универсиад (1954,1955)

## Воспитанники
Из книги «Тренер Золотой мечты» Сергея Михалева:
Институт свою команду довольно долго держал на хорошем уровне, и многие челябинские хоккеисты прошли через школу Николая Семеновича Сидоренко...
Сидоренко помог в становлении известных впоследствии хоккеистов и тренеров:
- Быков, Вячеслав Аркадьевич;
- Михалёв, Сергей Михайлович;
- Киселёв, Владимир Борисович;
- Шустов, Анатолий Николаевич;
- Романенко, Юрий Фёдорович;
- Семёнов, Игорь Петрович.